# WebАбрикос
«WebАбрикос» — всеармянский международный онлайн-кинофестиваль, который проводится раз в три-четыре месяца.

## История
В 2011 году Международный кинофестиваль «Золотой абрикос» совместно с интернет-телевидением Webtv.am основали первый всеармянский онлайн-кинофестиваль «WebАбрикос».
Один из соучредителей проекта, директор компании A. M. Media Production и интернет-телевидения webtv.am Араик Манукян сообщил, что в фестивале, который также является образовательной программой, может участвовать фильм, снятый в любом формате. По его словам планируется проводить фестиваль раз в три-четыре месяца. По словам кинорежиссера и директора кинофестиваля «Золотой абрикос» Арутюна Хачатряна, фестиваль также нацелен на стимулирование молодого поколения. Согласно ему же, возможно в будущем в международном кинофестивале «Золотой абрикос» будет выделена отдельная номинация этому формату.

## Условия проведения
Фильмы кинофестиваля «WebАбрикос» могут быть сняты любыми техническими средствами. В конкурсе могут принять участие все армянские кинорежиссеры, проживающие в Армении и за границей. На суд зрителя могут быть представлены фильмы длительностью не более 20 минут. Жанр работ не ограничен.
Каждая работа будет демонстрироваться 5 дней подряд. Во время показа на сайте будет проводиться онлайн-голосование, путём которого и будет определен победитель.
Учреждены 2 награды — приз в размере $1000, а также поощрительный приз в размере $500.

## Призеры конкурса
| Год  | Фильм                                                   | Режиссер                       |
| ---- | ------------------------------------------------------- | ------------------------------ |
| 2012 | «Эскизы с полей Воскеваза» (Էսկիզներ Ոսկեվազի դաշտերից) | Вардан Даниелян                |
| 2015 | «Девочка на луне» (Աղջիկը լուսնի վրա)                   | Арен Малакян                   |
| 2016 | «Я услышал сладкий голос» (Ես լսեցի մի անուշ ձայն)      | Гарик Авакян и Тигран Маргарян |
| 2016 | «Радиола» (Ռադիոլա)                                     | Лилит Папоян                   |
| 2017 | «Балет» (Բալետ)                                         | Наира Мурадян                  |